# Siberia Airlines-vlucht 1812
Siberia Airlines-vlucht 1812 was een Russisch lijntoestel dat op 4 oktober 2001 onderweg was van Tel Aviv naar Novosibirsk en dat vanaf de Krim boven de Zwarte Zee met een S-200 luchtdoelraket werd neergeschoten door het Oekraïense leger tijdens een militaire oefening.
Na maandenlang schuld ontkennen betaalde Oekraïne ruim 15 miljoen dollar aan de nabestaanden van de 78 inzittenden. De schadeloosstelling voor de vliegmaatschappij ligt nog steeds bij het Oekraïense Hooggerechtshof. Het Openbaar Ministerie in Oekraïne zag af van strafvervolging.

## Vergelijkbare rampen
- Aerolinee Itavia-vlucht 870, een Italiaans vliegtuig dat op 27 juni 1980 door een Franse raket wordt neergehaald.
- Korean Air-vlucht 007 werd op 1 september 1983 boven de toenmalige Sovjet-Unie neergehaald door een Russisch jachtvliegtuig, nadat het door een navigatiefout het luchtruim van de Sovjet-Unie binnen was gevlogen.
- Iran Air-vlucht 655 werd op 3 juli 1988 neergeschoten door een Amerikaanse luchtdoelraket, nadat het vermoedelijk onjuist was herkend als militair doelwit.
- Malaysia Airlines-vlucht 17 (2014), het toestel werd getroffen door een in Oost-Oekraïne vanaf de grond afgevuurde Boek-raket.[5]

## Varia
- Siberia Airlines heet sinds 2005: S7 Airlines.